# Вілабоа
Вілабоа (гал. Vilaboa, ісп. Vilaboa) — муніципалітет в Іспанії, у складі автономної спільноти Галісія, у провінції Понтеведра. Населення — 5978 осіб (2009).
Муніципалітет розташований на відстані близько 460 км на північний захід від Мадрида, 8 км на схід від Понтеведри.

## Демографія
Динаміка населення (INE ):

## Галерея зображень

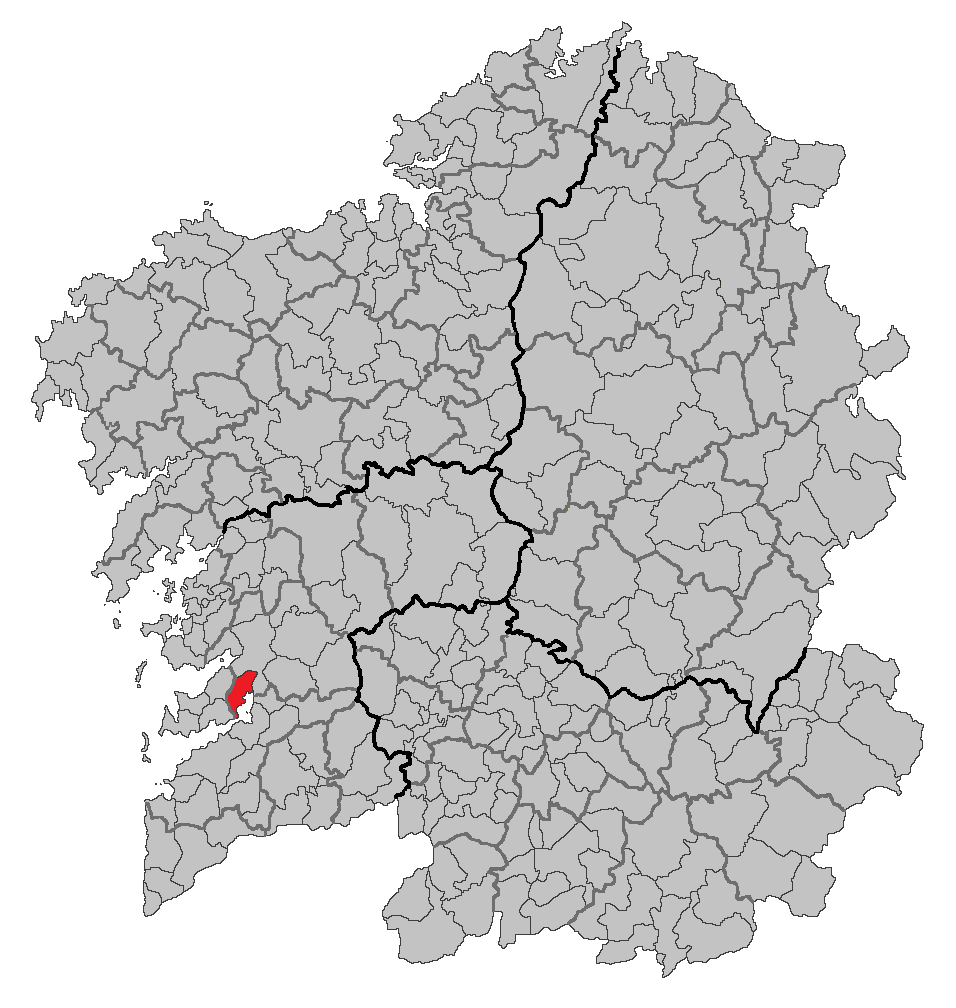
Розташування муніципалітету